# Подище
Подище (укр. Подище) — село в Прилукском районе Черниговской области Украины. Население — 787 человек. Занимает площадь 0,243 км².
Код КОАТУУ: 7424155401. Почтовый индекс: 17583. Телефонный код: +380 4637.

## География
Расстояние до районного центра:Прилуки : (20 км.), до областного центра:Чернигов (144 км.), до столицы:Киев (152 км.), Ближайшие населенные пункты: Воскресенское 2 км, Варва, Ладан и Журавка 5 км.

## Власть
Орган местного самоуправления — Ладанский поселковый совет. Почтовый адрес: 17583, Черниговская обл., Прилукский р-н, пгт Ладан, ул. Мира, 77а. Тел.: +380 (4637) 7-73-32, 77-3-74; факс: 7-73-31.